# Слънчева активност
Под слънчева активност се разбират промените в количеството излъчена енергия от Слънцето. Забелязани са различни периодични явления, като най-добре изучен е 11-годишният цикъл на слънчевите петна. През последните години слънчевата активност се наблюдава и изследва с помощта на спътници. Интересна задача пред учените е да се разбере до каква степен (ако изобщо) промените в слънчевата активност оказват влияние върху климата на Земята и по-специално върху глобалното затопляне.
През 2006 година изследване публикувано в списанието Nature достига до извода, че е много малко вероятно слънчевата активност да има силно влияние върху затоплянето на климата. В същото време в доклада се казва, че не е изключено други фактори, например ултравиолетовите лъчи и не само интензитета на слънчевата радиация да са фактори, които имат значение за климата.
Един от българските учени, които се занимават с проблемите на слънчевата активност от началото на 80-те години е д-р Борис Комитов от Института по астрономия. Според неговите заключения най-вероятният сценарий за поведението на слънчевата активност през XXI век е настъпването на свръхвекови минимум който би довел до логичната последица от застудяване.